# Salih (profeet)
Salih (Arabisch: صالح) betekent rechtvaardig persoon. Het is ook de naam van een boodschapper in de islam die in de Koran genoemd wordt.
Salih werd negen generaties later geboren dan Nuh. Hij woonde in een gebied tussen Damascus en Hidjaz. Volgens velen was dat in de stad Petra in Jordanië door omschrijvingen van Salihs volk die in stenen huizen woonden die waren uitgehakt in de rotsen. Volgens de islamitische traditie was dat het volk Thamoed. Zijn volk aanbad beelden die uit de rotsen waren gehakt. Salih probeerde ze te vertellen dat ze niet de beelden moesten aanbidden maar de eenheid van God, maar ze weigerden dit te doen. Het volk vroeg Salih om een wonder dus God maakte een vrouwtjeskameel die wonderbaarlijk genoeg uit een rots tevoorschijn kwam. God beval het volk de kameel te melken en te voeren, maar in plaats daarvan slachtten ze het dier af. God beval Salih om zijn volk te verlaten en hij stemde daarmee in. Hierop volgde een aardbeving die zijn volk vernietigde. Nadat zijn volk werd vernietigd zou Salih met zijn gemeenschap richting Damascus naar een dorp emigreren en daar nog 20 jaar leven zodat hij uiteindelijk op een leeftijd van 158 jaar zou overlijden. Volgens sommigen emigreerde hij naar de Hadramaut in Jemen.
Sommigen associëren Salih met de Bijbelse Selach, alhoewel er tussen de Hebreeuwse tekst uit de Thora en de Septuagint sprake is van een generatiekloof.
Opgravingen hebben aangetoond dat het volk van Thamoed uit het volk van 'Ad (gelegen tussen Oost-Jemen en West-Oman) is ontstaan.